# SCAMPER
SCAMPER (аббревиатура от англ. Substitute Combine Adapt Modify Put Eliminate Reverse) — методика креативности в форме проверочного списка. Автором методики является Боб Эберле (1997 год), хотя идея использования более обширного проверочного списка принадлежит Алексу Осборну. Методика часто используется для разработки новых продуктов. Техника заключается в том, чтобы последовательно ответить на вопрос о модификации задачи, которая рассматривается. Тем самым изучаются различные её аспекты, в том числе и те, что пока мало используются и имеют в себе потенциал для развития или улучшения.
Использование методики предполагает следующие модификации:
| Сокращение | Модификация (англ.) | Значение                                                                  |
| ---------- | ------------------- | ------------------------------------------------------------------------- |
| S          | Substitute          | Заменить что-то, например, компоненты, материалы, людей                   |
| C          | Combine             | Комбинировать, например, с другими функциями, приборами                   |
| A          | Adapt               | Добавить что-то, например, новые элементы, функции                        |
| M          | Modify              | Модифицировать, например, изменить размер, форму, цвет или другой атрибут |
| P          | Put                 | Применить для чего-то другого, в другой отрасли                           |
| E          | Eliminate           | Удалить части, упростить до главного                                      |
| R          | Reverse             | Поменять местами, перевернуть, найти применение в чём-то противоположном  |

В России методика была адаптирована для поиска сильных идей в рекламе Ивановым А. Н., который проанализировал, описал и привел в систему восемь креативных приемов, статистически наиболее часто встречающихся в рекламных кампаниях за последние 30 лет.
Это Предельный переход, Разделение, Инверсия, Приумножение, Метафора, Скрытые резервы, Гипербола, Намеренное нарушение симметрии.
| Номер | Прием                          | Краткое описание |
| ----- | ------------------------------ | --- |
| 1     | Предельный переход             | Определяем и работаем с «идеальным продуктом» (это ситуация, когда продукта нет, но его основная функция выполняется)                               |
| 2     | Разделение                     | Делим на части то, что разделить невозможно (например, продукт и его функцию, продукт и его проявление)                                             |
| 3     | Инверсия                       | Делаем наоборот, выворачиваем наизнанку, ставим с ног на голову (например, причину и последствия, начало и конец в функционале продукта)            |
| 4     | Приумножение                   | Ищем, какой элемент продукта можно умножить, продемонстрировать многократно, чтобы подчеркнуть его основную функцию (или УТП)                       |
| 5     | Метафора                       | Какой предмет, используемый в одном качестве, может быть использован в совершенно новом качестве? (преодоление шаблонов и «функциональной слепоты») |
| 6     | Скрытые резервы                | Как можно использовать контекст/сопутствующие материалы или условия/конкурентов/упаковку?                                                           |
| 7     | Гипербола                      | Умышленное преувеличение того или иного свойства товара                                                                                             |
| 8     | Намеренное нарушение симметрии | Сознательно меняем визуальную/функциональную симметрию товара                                                                                       |

Представленная российская методика позволяет выходить на сильное решение в рекламе без перебора вариантов.